# Baletní terminologie a prvky
Baletní terminologie a prvky pojednává o baletní terminologii s důrazem na jednotlivé baletní prvky.
V baletu jsou pozice a různé cviky.
Pozice:1.,2.,3.,4.,5.,6.,7.
Cviky: jelení skok, provaz, placka, releve, pase, arabeska, demiplie, diagonal, švihy, padebure, poskoky, přísuny, polka, pirueta, atd

## Terminologie
Baletní názvosloví je odvozené převážně z francouzského jazyka a většina výrazů doslovně popisuje prováděný prvek.

### Základní prvky, pojmy
- pracující = kročná noha – noha, která právě provádí pohyb
- Air, en l' [ánlér] – Ve vzduchu. Prvek či pohyb ve vzduchu, většinou když je kročná noha ve vzduchu. Např. rond de jambe en l'air.
- Barre, á la [a la bar] = U tyče. Zásadní, většinou zahajovací, část hodiny, kdy se cvičí jednotlivé prvky u tyče. Označení pro cvičení s oporou, tj. s přidržením se tyče.

- Francouzský název pro dřevěnou tyč, které se tanečník přidržují při cvičení na sále.
- Battement [batmán] – Úder. Rychlé pokrčení nebo vysunutí a natažení kročné nohy. Obecný termín, existuje mnoho druhů battement, velkých i malých.
- Bras [bra] – Paže.
- Corps – Tělo.
- Demi – Půl, poloviční. Např. demi-tour (demi tůr) – půlobrat, otočení o 180°.
- Držení těla – Způsob držení těla podle pravidel klasického baletu.
- Fermé – U/zavřený, zavřená pozice, zavření. Chodidla jsou v zavřené pozici. Např. sissone fermé.
- Genou [ženu] – Koleno.
- Grand [grán] – Velký. Například grand allegro, grand battement, grand jeté.
- Lecon – Hodina, lekce
- Osa – Pomyslná čára procházející tělem (od vrcholku hlavy po chodidla) tanečníka, která v každé póze pomáhá držet rovnováhu. Důležitá pro správné držení těla.
- Ouvert – Otevřený. Nohy jsou v otevřené pozici k publiku.
- Pas [pa] – Krok. Například pas de chat, pas de deux.
- Petit [pti/peti/t/ti] – Malý. Například petit battement.
- Pied [pie] – Chodidlo. pied a terre (celé chodidlo je na zemi), pied a quart (pata je lehce zvednutá ze země, nízká pološpička), pied a pointe (na špičce), pied a demi (chodidlo je na pološpičce).
- Pose [póza] – Statická póza nebo pozice klasického baletu. Přesně definované umístění každé části těla. Například arabesque, attitude.
- Relevé – Zvednutý. Pohyb, kterým se tělo zvedá na špičky nebo pološpičky = demi-pointes.
- Saut [sot] – Skok.
- Terre, par nebo a [partér, a tér] – Po zemi nebo na zemi.
- Tete [tet] – Hlava.

#### Orientace v sále, na jevišti
Základy orientace v sále - Balladine
Bod 1 - 8 – Pomyslné body v prostoru, kam se tanečník dívá, či má natočený trup apod. Když se postavíme čelem k divákům (tzv. enface), 
před námi je bod 1, 45° 
šikmo vpravo je bod 2, 
po naší pravici bod 3, 
šikmo vpravo dozadu bod 4, 
přímo za námi bod 5,
šikmo vlevo dozadu bod 6, přímo vlevo bod 7 a 
šikmo vlevo dopředu bod 8.

### Ostatní pojmy
A
- Abaisser [abasé] – Spustit, klesnout. Poté, co stojíme na špičce nebo pološpičce, se opět postavíme na celé chodidlo.
- Abstraktní balet – Balet bez děje, čistě taneční kompozice
- Adagio [adážo] – Termín odvozený od hudebního výrazu adagio. Znamená lehce, volně, zvolna, klidně. V tanci jde o velmi pomalé, ladné

pohyby. Většinou jde o variaci několika kroků, která se tančí u tyče i na volnosti.
- Á deux bras [a de bra] – Označení pózy, při které jsou obě ruce předpaženy nebo vzpaženy. Např. arabesque á des bras, attitude á des bras.
- Ailes de pigeon [aj d piňo] = "pistolet" – holubí křídla. Skok, ve kterém tanečník provádí cabriole s trojím překřížením nohou, poté tanečník dopadne na nohu, ze které se odrazil a druhou nohu nechá napnutou ve vzduchu.
- Air, en l' [ánlér] – Ve vzduchu. Prvek či pohyb ve vzduchu, většinou když je kročná noha ve vzduchu. Např. rond de jambe en l'air.
- Allegro – Termín odvozený z italského hudebního termínu, který znamená rychle, živě. Používá se pro živé, svižné pohyby. Patří sem veškeré skoky.
- Alongé [alonžé] – Protažení, roztažení, natažený nebo napnutý. Např. ruky, zápěstí či celého prvku, pózy. Specifický pohyb ruky i nohy.
- Arabesque [arabeska]- Póza na jedné noze, kdy druhá noha je zanožená a tvoří s tělem ladnou křivku. Existuje několik druhů.
- Arriére, en [ánarijér]- Dozadu. Tanečník provádí krok směrem od publika. Nespecifický prvek.
- Arrondi/e [arondi] – Zakulacený, zaoblený. Nejčastější označení pro paže, které od ramene k prstům tvoří mírný oblouk.
- Assemblé [asamblé] – Spojený. Skok, při kterém se nohy před dopadem do páté pozice spojí. Specifický prvek složený z několika jednodušších prvků.
- Attitude [atytýda] – Póza na jedné noze s druhou nohou přednoženou nebo zanoženou a pokrčenou v koleni. Několik druhů.
- Avant, en [ánaván] – Dopředu, vpředu. Natažení pracující nohy před sebe. Tanečník provádí krok směrem k publiku.

B
- Ballancé [balansé,balance] – Houpavý krok, či kývavý pohyb používaný např. ve valčíku.
- Ballerina – Sólová tanečnice, hlavní sólistka baletního souboru. Tento titul bývá udělován nejlepší sólistce baletu, která tančí hlavní role ve slavných klasických kusech.

- Také název typického ženského kostýmu v romantickém baletu. Může mít dlouhou lehkou tylovou sukni, nebo také krátkou zdviženou sukénku z tuhého tylu.
- Ballerina, prima [prima balerina] – Italský název pro první tanečnici, tímto názvem se označuje první sólistka, vedoucí tanečnice sboru.
- Ballet d'action [balet d aksion] – Balet s dějem, např. Spící krasavice, Popelka, Romeo a Julie,…
- Balet – Divadelní představení sboru a sólových tanečníků, které kombinuje kroky a hudbu. Často vypráví příběh.
- Ballet blanc – Bílý balet. Jakýkoliv balet, kde jsou tanečnice oblečeny do tradičních dlouhých, bílých šatů, navržených pro Marii Taglionovou v roce 1830 pro balet Sylfidy.
- Ballet classique [balet klasik] – Klasický balet – Tradiční baletní technika. Také balet druhé poloviny 19. století, z něhož se tradiční technika vyvinula. Baletní styl vycházející z tradičních akademických principů.
- Barre, á la [a la bar] = U tyče. Zásadní, většinou zahajovací, část hodiny, kdy se cvičí jednotlivé prvky u tyče. Označení pro cvičení s oporou, tj. s přidržením se tyče.

- Francouzský název pro dřevěnou tyč, které se tanečníci přidržují při cvičení na sále.
- Ballon [balon] – Skok. Správně, pružně provedený skok.
- Ballonné [baloné] – Skok (z páté pozice), při kterém tanečník dopadne na jednu nohu v demi-plié s pracující nohou sur le cou de pied.[1]
- Battement [batmán] – Úder. Rychlé pokrčení nebo vysunutí a natažení kročné nohy. Obecný termín, existuje mnoho druhů battement, velkých i malých.
- Battement développé [batmán developé] – Rozsáhlý, rozvinutý pohyb. Pracující noha se zvedá z páté pozice podél stojné, přes cou de pied, přes retiré (pracující noha u kolena stojné) a poté se otevře, napne dopředu (en avant), do strany (á la seconde) či dozadu (en arriére), končí ve vzduchu, dle stupně pokročilosti v různé výšce.
- Battement fondu [batmán fóndy] – Plynulý, táhlý pohyb, při kterém se nejprve stojná noha pokrčí do demi-plié a pracující (taktéž pokrčená) se přiloží na cou de pied, poté se obě nohy začnou současně, plynule narovnávat. Pracující noha jde dopředu, do strany či dozadu, končí ve vzduchu (opět dle stupně pokročilosti v různé výšce).
- Battement frappé [batmán frapé] – Energický, krátký a rychlý pohyb kročnou nohou z cou de pied do nízkého natažení dopředu, do strany nebo dozadu.
- Battement frappé double [batmán frapé dubl] – Liší se od battement frappé tím, že noha před švihem do strany přejde vždy z polohy sur le cou-de-pied devant do polohy sour le cou-de-pied derriere nebo naopak.
- Battement relevé lent [batmán releve lán] – Polmalé zvedání napnuté nohy minimálně do výše 90° dopředu, stranou nebo vzad.
- Battement soutenu [batmán suteny] – Jako battement tendu s tím rozdílem, že současně s výsunem kročné nohy stojná noha provádí demi-plié.
- Battement tendu [batmán tándy] – Pohyb, při kterém se pracující noha sune po podložce až do propnutí nártu. Tvoří základ všech typů battementů.
- Battement tendu jeté [batmán tándy žeté] – Pohyb, při kterém se kročná noha "vyhodí" do vzduchu pod úhlem 45° nad podložku a na chvíli se zastaví.
- Batterie [baterí] – Úder. Pohyb, při kterém o sebe nohy ve vzduchu udeří. Existuje množství druhů. Spíše mužský prvek.
- Bourrée [buré] – Série drobných rychlých krůčků, které tanečnice provádí v páté pozici při stoji na špičkách či pološpičkách.
- Battu [baty] – Úder jedné nohy o druhou.
- Bras [bra] – Paže.

C
- Cabriole [kabriol] – Z italského capriola – kozí skok. Skok, který se dělá vpřed, vzad, na croisé, effacé, écarté, do arabesque, z páté pozice nebo nějakého přípravného kroku. Výskok se provádí na jedné noze a odrážející noha udeří o napjatou nohu volnou.
- Changement de pieds [šanžmán-d/e-pie] – Výměna nohou. Malý nebo velký skok, při kterém se ve vzduchu změní pozice noh.
- Choreologie – Záznam baletu formou notace.
- Cloche, en [an kloš] – Jako zvon, zvonovitě. Noha z postavení vepředu přejde přes první pozici vzad a naopak.
- Corps – Tělo.
- Cou de pied [ku-d/e-pie] – Krk chodidla. Pozice kročné nohy na kotníku nebo kolem kotníku stojné nohy. Pozice nohou, kdy je pracující noha opřena u kotníku nebo kolem kotníku stojné nohy.
- Coupé [kupé] – Malý, vazebný pohyb umožňující začátek jiného kroku. Provádí se vpřed i vzad.
- Couru, pas [pa kury] – Běh na špičkách nebo pološpičkách v paralelním postavení drobnými a rychlými krůčky vpřed nebo vzad.
- Croisé [kroazé] – Zkřížený. Pozice, kdy trup je mírně otočen a linie nohou se publiku jeví překřížená. Trup je otočen do bodu 2 nebo 8, hlava do publika.
- Croix, en [án kroá] – Do kříže, tj. provádění prvku směrem vpřed, stranou, vzad, stranou.
- Cvičení na volnosti – Cvičení ve volném prostoru bez opory tyče.

Č
- "Čertík" – Skok, při kterém se ve vzduchu vymění nohy v pozici přední nebo zadní attitude.

D
- Danse [dáns] – Tanec
- Danse de caractere [dans de karaktar] – Charakterní tanec, tanec vycházející z národních a lidových tanců upravený pro baletní vystoupení, používá se v něm původních i klasických kroků a pohybů.
- Danseuse – Tanečnice
- Danseur [dánrs] – Tanečník
- Demi – Půl, poloviční. Např. demi-tour (demi tůr) – půlobrat, otočení o 180°.
- Dedans, en [ándedán] – Dovnitř. Pohyb, krok nebo obrat těla směrem ke stojné noze. Směr krouživého pohybu nohy zezadu dopředu nebo směr otáčení při piruetě na stranu zvednuté nohy.
- Dégagé [degažé] – Uvolněný. Chodidlo v otevřené pozici s ohnutým nártem.
- Dehors, en [ándeór] – Ven. Pohyb, krok nebo obrat těla směřuje od stojné nohy. Směr krouživého pohybu nohy zepředu dozadu nebo směr otáčení při piruetě na stranu zvednuté nohy.
- Demi-plié – Polodřep. Pozice s napůl pokrčenými koleny.
- Demi-pointes [demi poánt] – Pološpičky. Tanečnice stojí na bříšcích pod prsty.
- Derriére [deriér] – Za. Pohyb, krok nebo umístění paže nebo nohy za tělo.
- Dessous – Pod. Kročná noha se posune za stojnou nohu.
- Dessus – Nad. Kročná noha se přemístí před stojnou nohu.
- Devant [deván] – Před. Pohyb, krok nebo umístění paže nebo nohy před tělo.
- Développé [developé] – Rozvinutý. Pohyb, při kterém se zdvižená kročná noha otevře. Např. battement développé. Pohyb vytočené nohy vedený přes cou de pied nahoru až do propnutí a tak vysoko, jak to dovolí rozsah tanečnice.
- Détiré [détyré] – Cvik, při kterém nohu pokrčenou v koleni uchopíme stejnou rukou za patu a vytáhneme ji do výšky, až je napnutá, pak nohu převedeme zepředu do strany.
- Diagonal, en [an diagonal] – V diagonále, úhlopříčně prováděný pohyb.
- Dispozice -
- Divertissement [divertisment] – Rozptýlení, zábava. Krátké tance zařazované do klasického baletu, aby umožnily jednotlivcům nebo skupinám předvést své dovednosti.
- Držení těla – Způsob držení těla podle pravidel klasického baletu.

E
- Ecarté [ekarté] – Oddělit nebo odhodit stranou. Jedna ze základních póz, kdy nohy tanečníka jsou ve druhé pozici, ale trup je úhlopříčně k publiku.
- Echappée [ešapé] – Únik. Pohyb, při kterém se obě nohy současně na zemi nebo ve vzduchu přemístí do otevřené pozice. Používá se ve spojení s changement.
- Effacé [efasé] – Póza, kdy je trup mírně otočený a linie nohou je otevřená směrem k publiku. Trup je otočen do bodu 2 nebo 8, hlava do publika.
- Elévation [elevasjon] – Výška. Výška dosažená při skoku.
- Emboité [anbuaté] – Skok provedený švihem jedné nohy a zakončený v póze na téže noze.
- Enchaînment – Spojení. Řada propojených kroků.
- En promenade [an promnad] – Krokem. Označení pro volné otáčení na jedné noze v určitém postoji, např. v arabesce.
- Entrechat [antrša] – Výskok s odrazem obou noh, kde si nohy ve vzduchu vymění místo. Těchto skoků existuje několik druhů podle počtu výměn ve vzduchu a podle způsobu dopadu.
- Entrée [ántré] – Nástup, vstup na jeviště.
- Epaulement [epolmá] – Umístění ramen, hlavy a těla při pohybu, kterým se tanečník lehce otáčí k publiku nebo se od něj odklání.
- Exercises [akzersis] – Cvičení, à la barre (u tyče), au milieu (v prostoru, na volnosti).

F
- Face, en [ánfas] – Tanečník upírá pohled přímo do publika. Tanečník je celým tělem otočen přímo do publika, případně k zrcadlu.
- Fermé – U/zavřený, zavřená pozice, zavření. Chodidla jsou v zavřené pozici. Např. sissone fermé.
- Fixace – Zpevnění.
- Flexe – Ohýbání.
- Fondu [fóndy] – Vláčný. Plynulý, vláčný pohyb. Například při battement fondu.
- Fouetté [foeté] – Druh otoční na jedné noze, která přechází na pološpičku nebo špičku, kročná noha se během otočky přikládá sur le cou-de-pied nebo au genau.
- Frappé – Úder. Například při battement frappé.

G
- Genou [ženu] – Koleno.
- Glissade [glisad] – Skluz, kluzmý přechod ze zavřené pozice do otevřené s následným uzavřením této pozice. Krok vycházející z demi-plié v páté pozici , přes relevé ve druhé pozici zpět do páté pozice. Přenesení váhy z jedné nohy na druhou.
- Grand [grán] – Velký. Například grand allegro, grand battement, grand jeté.
- Grand allegro [grán alegro] – Velké skoky a kroky allegra.
- Grand battement [grán batmán] – Rychlé a energické "vyhození" nohy do vzduchu. Opět dopředu, do strany či dozadu. Energický pohyb nohou přes battement tendu do výšky až kam dovolí rozsah tanečnice. Buďto s propnutou nebo nataženou nohou. Intenzivní protažení celé nohy. Také švihy.
- Grand échappée [grán ešapé] – Verze skoku échappée sautée, při kterém jsou nohy otevřené jen v momentě doskoku.
- Grand jeté [grán žeté] – Velký skok v prostoru z jedné nohy na druhou, nohy jsou ve vzduchu napnuté, jedna míří vpřed a druhá vzad ("provaz"), nebo se nohy ve vzduchu překříží a celý trup se ve výskoku otočí o 180°. Vrcholný skok, skáče se většinou vpřed, aleexistuje i vzad.
- Grand plié [grán plié] – Pozice s plně pokrčenými koleny.

CH
- Chainés [šené] = deboulé – Sřetězený, točení v první pozici na špičkách nebo pološpičkách, které se provádí obratem o 1/2 kruhu při pravidelném přenášení váhy těla z jedné nohy na druhou, přičemž vzdálenost mezi patami noh se nemění.
- Changement de piedes – Výměna nohou. Výskok s odrazem oběma nohama, při kterém si nohy před dopadem vymění místo. Malý nebo velký skok.
- Changer [šanžé] – Měnit. Krok, kdy se mění jedna noha za druhou, obě nohy si prohodí pozice. Ta, která byla ve předu je vzad a obráceně.
- Chassé [šasé] – Honivý, poskočný krok, při kterém „noha nohu stíhá“.
- Choreograf – Člověk, který vymýšlí, sestavuje a aranžuje sled kroků, tanec, ze kterých se tvoří představení.
- Choreografie – Výsledek práce choreografa, sled kroků a figur při baletu nebo tanci.
- Choreologie – Záznam baletu pomocí notace.

I
- Improvizace -

J
- Jambe [žám/nb/žán] – Noha. označení celé nohy, na rozdíl od pied.
- Jelení skok – Skok, při němž se odrazová noha pokrčí vpřed a zadní noha se buď nechá propnutá nebo se také pokrčí, třeba do attitude.
- Jeté [žeté] – Hozený. Například při battement jeté, grand jeté.

K
- Kalafuna – Prášek připravovaný z pryskyřice borovic, kterým si tanečníci natírají špičky tanečních bot proti smekání.

L
- Lecon [lekon] – Hodina, lekce.

M
- Manage, en [án manéž] – Po kruhu. Kroky nebo kroková kombinace, která se v sále nebo na jevišti provádí do/po kruhu.
- Millieu, au [o-milié] = na volnosti, v prostoru. Cvičení ve volném prostoru sálu bez opory tyče.
- Moderní balet – Baletní styl, který vznikl ve 20. slotetí a dále se rozvíjí. Vyvinul se v Contemporary, tedy současný balet. Volnější technika než v klasickém baletu, záměrem je vyjádření individuálních emocí. [2]

N
- Nárt – Horní část nohy (na části od kotníku dolů), kterou tvoří kost nártní. Může být tzv. malý nebo velký. Tanečníci s velkým nártem mají výhodu při tanci na špičkovkách.
- Notace – Různé systémy záznamu choreografie baletu psanou formou.

O
- Osa – Pomyslná čára procházející tělem (od vrcholku hlavy po chodidla) tanečníka, která v každé póze pomáhá držet rovnováhu. Důležitá pro správné držení těla.
- Otočka – Charakteristický pohyb hlavy při piruetách a jiných točivých pohybech. Důležitý prvek, který pomáhá tanečníkům držet rovnováhu. Spočívá v tom, že si tanečník najde pevný bod v sále, na který se stále dívá při otáčení a až na konci otočky/pohybu hlavu otočí a podívá opět na tento bod, a tím udržuje správnou polohu těla.
- Ouvert – Otevřený. Nohy jsou v otevřené pozici k publiku.

P
- Par terre [pártér] – Na zemi. Například v rond de jambe parterre.
- Pas [pa] – Krok. Například pas de chat, pas de deux.
- Pas allé [pa alé] – Chůze.
- Pas coupé [pa kupé] – Odraz z jedné nohy s dopadem na druhou.
- Pas couru – Běh. Postup sestávající z různých variant rychlých, drobných krůčků.
- Pas de bourrée – Krok z Bourrée. Starofrancouzský barokní tanec, který se stal součástí klasického baletu. Má řadu forem, ale všechny zahrnují několik překročení z jedné nohy na druhou. [3]
- Pas de chat [pa-d/e-ša] – Kočičí krok. Skočný krok do stran. Různé variace skoku připomínajícího kočičí krok.
- Pas de cheval [pa-d/e-ševal] – Krok koně. Pracující noha se přes cou de pied vysune vpřed, do boku či vzad a pomocí battement tendu se zavře zpět do výchozí pozice. Skočný krok vpřed, připomíná koňský klus.
- Pas de deux [pa-d-dö/é]- Tanec pro dvojici, např. muž-žena. Je součástí či je vrcholným číslem mnoha klasických baletů.
- Pas de deux, grand – Tečka na závěr, předvedení obou představitelů hlavních rolí. Má 3 části: entré (ántré) – nástup, adagio (adážo) – sólová variace tanečníka a tanečnice, coda (koda) – opět spolu tančí oba dva a většinou předvádějí náročné a efektní skoky, otáčky a virtuózní krokové kombinace.
- Pas de quatre [pa de katr] – Krok pro čtyři, tanec čtyř tanečníků, např. tanec malých labutí z II. dějství Labutího jezera.
- Pas de trois [pa de trua] – Krok pro tři, tanec tří tanečníků, např. z Louskáčka.
- Pas de valse [pa de vals] – Valčíkový krok.
- Pas glisade [pa de glisad] – Klouzavý krok provedený buď jako skok, nebo na špičkách.
- Passé [pasé] – Míjet, přecházet, převádět. Pohyb kročné nohy, která stojnou při provádění cviku míjí buď horizontálně nebo vertikálně, či nohu převádíme z jedné polohy do druhé.
- Penché [penšé] – Nakloněný. Například při arabesque penchée je noha vysoko zanožená a trup nakloněný kupředu.
- Petit [pti/peti/t/ti] – Malý. Například petit battement.
- Petit allegro [peti alegro] – Malé skoky a kroky z allegra.
- Petit battement [pti/ti batmán] – Rychlé, drobné údery kročné nohy před nebo za stojnou nohou v poloze cou de pied. Noha je vytočená a pohybuje se pouze od kolene dolů, otevírá se do pravého úhlu.
- Petit échappée [peti ešapé] – Jedna z verzí skoku échapée sautée, kdy se nohy otevřou už před dopadem.
- Pied [pie] – Chodidlo. pied a terre (celé chodidlo je na zemi), pied a quart (pata je lehce zvednutá ze země, nízká pološpička), pied a pointe (na špičce), pied a demi (chodidlo je na pološpičce).
- Piqué [piké] – Poloha, kdy je kročná noha v pozici pointe tendue, tj. propnutá a dotýká se podlahy špičkou.
- Pirouette [piruet] – pirueta – Otáčení. Způsob otáčení na jedné noze. Pokročilý prvek. V klasickém tanci se dělí na velké (dělají se v póze s kročnou nohou zdviženou na 90°) a malé (kročná noha při točení zaujímá polohu sur le cou-de-pied).
- Pistolet = jiný název ailes de pigeon
- Piškoty – Měkká taneční obuv. Vyrábí se v mnoha provedeních, nejoblíbenější jsou kožené nebo saténové v barvách lososová, černá, bílá.
- Place, sur [sur plas] – Na místě.
- Plié – Pokrčení. Pokrčení jednoho nebo obou kolen.
- Pointe, en [ánpoán] – Na špičkách. Vyšvihnutí těla na špičky prstů. Tanec na špičkách je vrcholnou formou baletu. Je fyzicky velmi náročný, vyžaduje několikaletou přípravu.
- Pointes, sur les [su le poán] – Na špičkách. Vyšvihnutí těla na špičky prstů.
- Pointe tendue [poan tándy] – Natažený. Natažená noha je napnutá tak, že spočívá na zemi jen špičkou palce.
- Port de bras [pór-d-brá] – Práce paží. Pohyb paží různými pozicemi. Vedení horních končetin podle principů klasického tance s koordinací pohybu hlavy, trupu a nohou. Vyučovací praxe používá šest pevně stanovených forem tohoto prvku.
- Porté/e [porté] – Vedení nohy z polohy do polohy (o čtvrt nebo půlkruh).
- Pose [póza] – Statická póza nebo pozice klasického baletu. Přesně definované umístění každé části těla. Například arabesque, attitude.
- Préparation [preparasjón] – Preparace, příprava. Pohyb, kterým se tanečník připravuje na tanec. Podle povahy následného prvku pohyb rukou, někdy rukou i nohou, na dvě nebo čtyři hudební doby.
- Principal [principál] – Hlavní tanečník souboru.

R
- Relevé – Zvednutý. Pohyb, kterým se tělo zvedá na špičky nebo pološpičky = demi-pointes.
- Relevé lent [releve lán] – Pohyb, kdy se pracující noha ladně a plynule nejprve sune po podložce do propnutí nártu (špička na podložce) a poté se dále plynule zvedá do vzduchu. Např. battement relevé lent.
- Relevér – Zvedat.
- Romantický balet – Baletní styl období romantismu z první poloviny 19. století.
- Rond de Jambe [rón-d-žámb] – Kruh, kruhový pohyb, opsaný nohou, špičkou. Pohyb vychází z kyčle, noha je propnutá, horní polovina těla se nehýbe. Může být např. rond de jambe parterre – kruh opsaný nohou na zemi, rond de jambe en l'air – kruh opsaný nohou ve vzduchu.
- Renversé/e [ranverze] – Záklon v otáčce.
- Répétition [repetision] – Zkouška, opakování.
- Retiré – Zdvižený. Špička kročné nohy je zdvižena ze zavřené pozice těsně pod koleno.
- Révérence [reveráns] – Úklona. Úklona nebo poklona na konci hodiny nebo představení. Volné tempo, důležitá je graciéznost pohybu. Také grand révérence – velká úklona.
- Rozsah – Krajní poloha určitého prvku provedená tanečníkem závislá na dispozicích, ale dá se vycvičit.

S

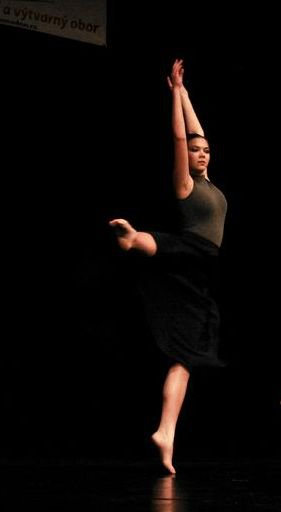
Á la seconde

- Salle, autour de la [otůr de la sal] – Kolem sálu. Řada kroků či otoček prováděných po obvodu sálu či jeviště. Výraz pochází z Cecchettiho metody.
- Saut [sot] – Skok.
- Sauté [soté] – Skočený. Pohyb je proveden jako skok, například échappée sautée.
- Seconde, á la [ala seko/ónd] – Do druhé pozice. Vysoké unožení ve druhé pozici en l air. Je li noha, na zemi nebo ve vzduchu, či ruka ve druhé pozici.
- Seul, pas [pa sol] – Sólo, sólový výstup jednoho tanečníka nebo tanečnice.
- Simple [sempl] – Jednoduchý. Například sissonne simple.
- Sissorule [sisorul] – Druh skoku z obou noh, který může být proveden mnoha způsoby.
- Sissonne [sison] – Druh skoku z obou noh a dopad na jednu.
- Sissonne fermé [sison fermé] – Skok z obou noh, při dopadu se opět nohy spojí, končíme v zavřené pozici.
- Sissonne ouvert [sison o/uvér] – Skok z obou noh, při dopadu jsou nohy v otevřené pozici směrem k publiku.
- Sissone simple [sisón sémpl] – Skok z obou noh s dopadem do cou de pied devant nebo derriére.
- Sólista – Tanečník, který tančí sám. V jednom souboru i několik, vybíráni ti nejlepší.
- Soubor – Sdružení tanečníků, kteří tančí obvykle jako skupina za podpory sólistů.
- Současný tanec – Moderní taneční styl volnější než klasický balet.
- Soulevé, soulevée [sulevé] = piquée -
- Soutenu [sotenu] – S oporou.
- Suite, de [de suit] – Za sebou.
- Sur – Na. Například sur 1es pointes.
- Sur place [sur plac] – Na místě.
- Synkopy – Zdůraznění rytmické části skladby.

Š
- Šňůra – Neboli provaz. Póza, při které tanečník sedí na zemi nebo letí ve vzduchu a obě nohy má natažené a propnuté, jednu vpřed a druhou vzad.
- Špičkovky – Taneční obuv charakteristická pro klasický balet. Vyznačuje se tvrdou špičkou a podrážkou, díky které tanečnice může stát "na palcích, na prstech" nohou – en pointes. Používají je převážně ženy.

T
- "Tečka" – Zastavení pohybu, výdrž v určité poloze nebo póze.
- Temps levé [támp levé] – Vyšvihnutí. Poskok na jedné noze.
- Temps lié [témp lié] – Spojení. Řada plynule spojených pohybů.
- Tendu [tándy] – Natažený. Například při battement tendu.
- Terre, par nebo a [partér, a tér] – Po zemi nebo na zemi.
- Tete [tet] – Hlava.
- Tour en l'air [túr-ánlér] – Otočení ve vzduchu.
- Tournant, en [an turná] – V otočení. Krok provedený s otočením, ve spojení s otáčkou.
- Tutu [tyty] – označení pro stojatou vyztuženou baletní sukni pevně držící tvar.
- Tyč – Tyč upevněná ve výšce paží, která pomáhá tanečníkům udržet při cvičení rovnováhu. Cvičením u tyče se obvykle zahajují hodiny.

V
- Variace -
- Vytočení – Způsob vytočení nohou z kyčelních kloubů, které poskytuje dostatek prostoru pro kroky klasického baletu. Do velké míry se dá nacvičit, je však také odvislé od individuálních dispozic tanečníka. Můžete znát z angličtiny jako „turnout“.

Z
- Zvedačka – Figura, při níž tanečník zdvihne partnerku ze země.